# Thecla bicolor
Thecla bicolor är en fjärilsart som beskrevs av Philippi 1859. Thecla bicolor ingår i släktet Thecla och familjen juvelvingar. Inga underarter finns listade i Catalogue of Life.